# Раффі
Раффі (вірм. Րաֆֆի справжнє ім'я Акоп Мелік-Мірзоевич Мелік-Акопян, вірм. Հակոբ Մելիք-Միրզայի Մելիք-Հակոբյան, Паяджук, Салмастскій повіт, Персія — 24 квітня (6 травня) 1888, Тифліс) — вірменський письменник і поет, автор історичних романів, художньо-етнографічних нарисів.

## Біографія
Народився в Персії, в багатій дворянській родині. Навчався в тифліській гімназії.
Багато подорожував Персією, Росією та Турецькою (Західною) Вірменією. Деякий час працював учителем у вірменських народних школах на Кавказі . Твори Раффі почали друкуватися з 1860 року.
Раффі був великим патріотом свого народу, на думку енциклопедії «Британіка», «затятим націоналістом» . У своїх творах закликав вірмен не сподіватися на звільнення від турецького панування за допомогою Європи і сподіватися на свої власні сили.
Його твори видавалися в різних друкованих органах (в тому числі і в журналі «Мшак», редактор — князь Григор Арцруни) і користувалися великою популярністю в освічених колах вірменської громади XIX століття. Незважаючи на велику популярність, сам Раффі жив скромно і помер у бідності.

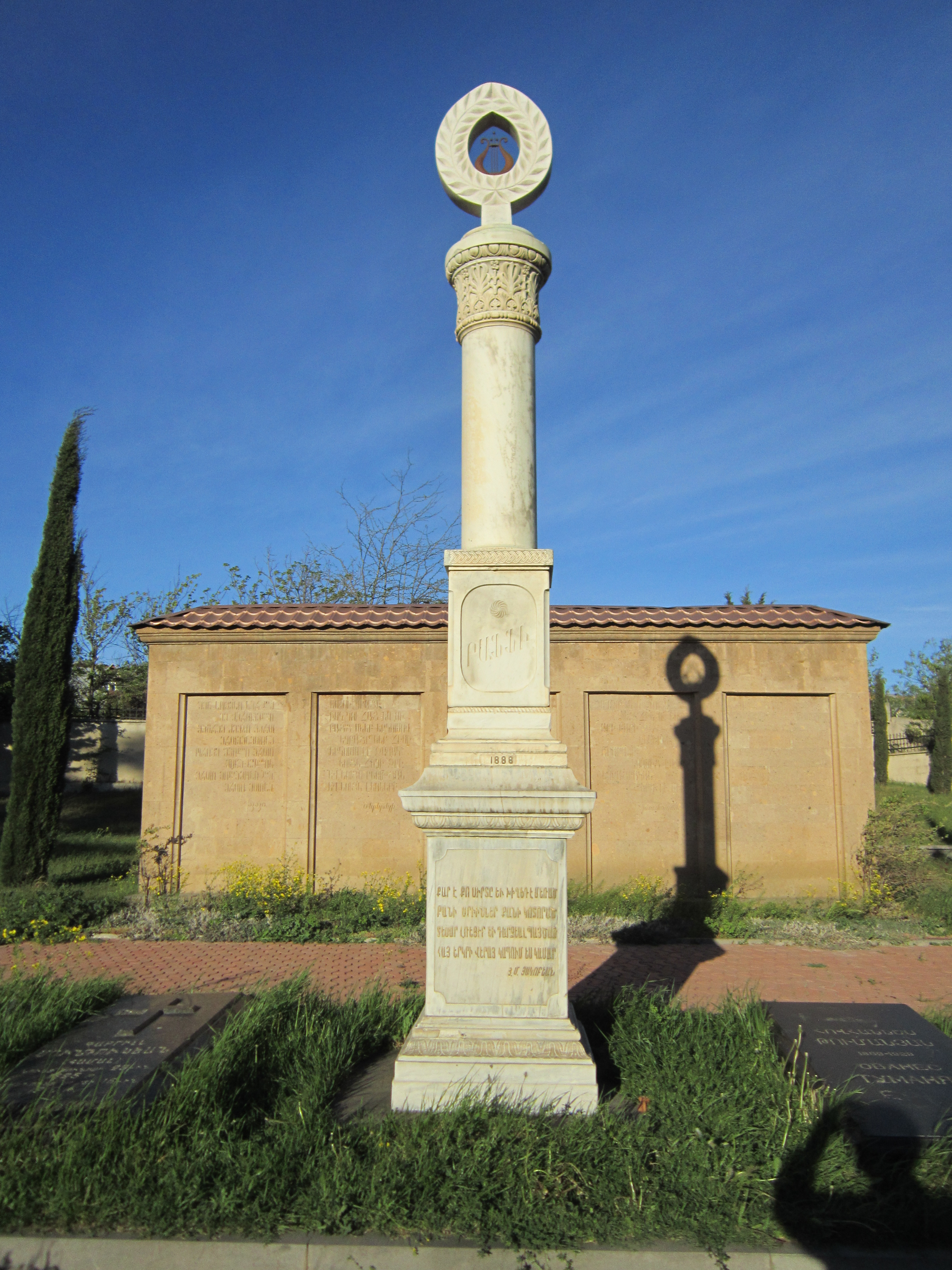
Могила в Тбілісі

Раффі похований в Тифлісі (Тбілісі), в Ходживанці, де також покояться Ованес Туманян, Ґабріель Сундукян, Газарос Агаян, Перч Прошян, Мурацан, Церенц, Джівані, Нар-Дос, Григір Арцруни та інші.
Твори Раффі перекладені багатьма мовами світу.

## Твори Раффі
Серед найбільш відомих творінь Раффі можна назвати такі історичні романи, як «Хент», «Давид-бек», " Самвел ", « Щоденник хрестокрада», «Іскри», а також праця з історії Нагірного Карабаху «Мелікств Хамси».

## Екранізації творів
- 1927 — " Хас-Пуш "
- 1943 — " Давид Бек "
- 2009 — " Щоденник хрестокрада "

## Відомі адреси

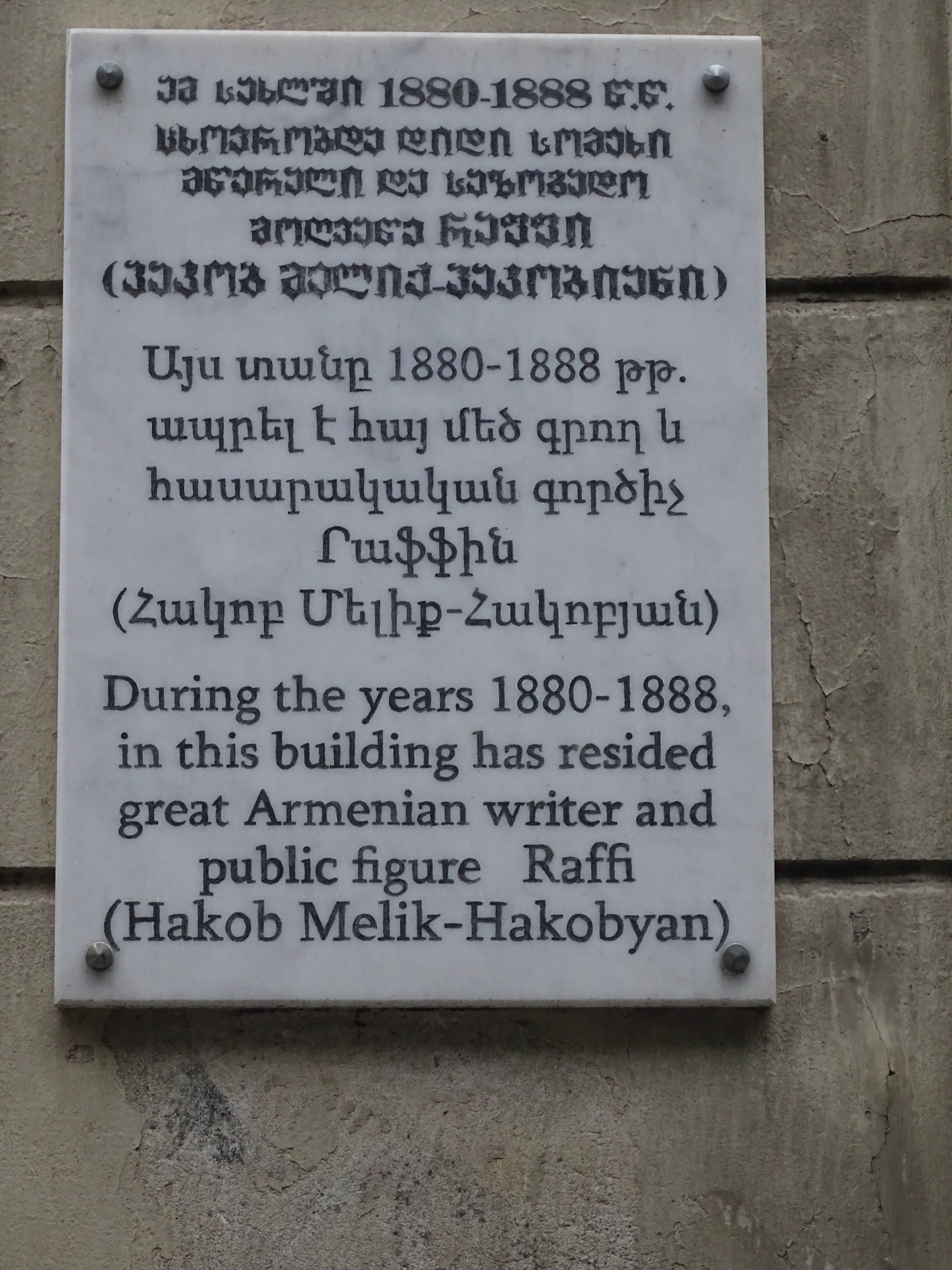

Тбілісі, вул. Чонкадзе , 3 (меморіальна дошка)